# 北九州高速鉄道小倉線
小倉線（こくらせん）は、福岡県北九州市小倉北区の小倉駅から小倉南区の企救丘駅までを結ぶ北九州高速鉄道の跨座式モノレール路線である。旅客案内上は「北九州モノレール」と呼ばれている。

## 概要
1985年（昭和60年）1月9日開業。北九州市の都心部を南北に貫き小倉駅 - 企救丘駅間を19分で結ぶ。1980年（昭和55年）に廃止された路面電車・西鉄北方線の代替機能を担っている。1998年（平成10年）には、小倉駅ビルに乗り入れてJR線との乗り換えや北九州市の門司・戸畑・八幡、山口県の下関方面との利便性が向上した。

### 路線データ
- 路線距離（営業キロ）：8.8 km
- 方式：跨座式
- 駅数：13駅（起終点駅含む）
- 複線区間：全線（ただし小倉 - 平和通間は単線並列）
- 電化方式：直流1500V
- 閉塞方式：車内信号式
- 最高速度：65km/h[3]
- 走行方向：左側通行

## 運行形態
小倉 - 企救丘間を昼間時10分間隔で運行している。平日の朝通勤時間帯は7分間隔となる。2016年3月26日のダイヤ改正前は平日の朝通勤時間帯と小倉競馬場の観客輸送を担う関係で土曜・休日の夕方（小倉・企救丘発15:30 - 17:00の間）が6分間隔となっていた。
定期列車はすべてワンマン運転。2009年半ばまでは、ほとんどの列車でATOによる自動運転（乗務員はドア開閉と発車ボタンを押すのみ）が行われていたが、以後はATCによる手動運転のみになっている。また、これに伴い車両にあった発車ボタンやATOのスイッチは改造され取り払われている。
毎年7月下旬にはビール列車が運行される年もある。毎年12月下旬には「サンタ列車」が運行され、小学生以下の子供にサンタクロースがプレゼントを配布している。

## 歴史
北九州市の中心地である小倉北区と、人口が増加する小倉南区とを結ぶ交通機関として計画された。当初、北九州市による直営も考えられていたが、1972年に公布された「都市モノレールの整備の促進に関する法律」（都市モノレール法）による「都市モノレール建設のための道路整備に対する補助制度」の適用を受けるため第三セクター会社の北九州高速鉄道による運営となり、その補助制度適用第1号の路線となった。

### 年表
- 1985年（昭和60年）1月9日：小倉（現・平和通） - 企救丘間が開業[1]。
- 1998年（平成10年）
  - 4月1日：小倉 - 平和通間が延伸開業[1]。小倉駅ビルに乗り入れ。これまでの小倉駅を平和通駅に改称[5]。
  - 5月18日：運賃改定。初乗り170円。ただし小倉 - 平和通間は150円[6]。
- 2007年（平成19年）5月1日：隣の駅までと、小倉 - 旦過間が100円で利用できる企画乗車券「100円モノレール」発売開始[1]。
- 2014年（平成26年）4月1日：消費税率改定に伴う運賃改定、230円以上の区間を一律10円ずつ値上げ[7][8]。
- 2015年（平成27年）10月1日：ICカード乗車券「mono SUGOCA」を導入し[9]、普通乗車券をQRコード方式に切り替え、同時に連絡乗車券・回数乗車券・持参人式定期券・らぶパスを廃止。運賃改定、小倉 - 平和通間を180円に、他の区間は一律10円ずつ値上げ[10]。
- 2016年（平成28年）10月3日：普通乗車券のサイズを大型化[11]。
- 2019年（令和元年）10月1日：消費税率改定に伴う運賃改定、200円・280円・310円区間を10円値上げ。マタニティ割引を導入、一日乗車券を発売開始[12]。

## 車両
- 1000形

車両の検査・修繕は企救丘駅に隣接する車両基地で行われ、JR九州エンジニアリング株式会社企救丘車両所に業務委託されている。
近年では、車体一面に広告を掲載しているラッピング車両も多く存在している。2010年3月27日からは、開業25周年を記念して松本零士により『銀河鉄道999』のメーテルなどがデザインされたラッピング車両を2016年12月までの期間限定で運行している。2015年4月12日から、開業30周年を記念し、開業当時の使用されていたブルーを基調とした座席やラッピングの同車両を運行させ、同年7月24日には、2005年以来10年ぶりにビール列車として当日一便限りで走行した。

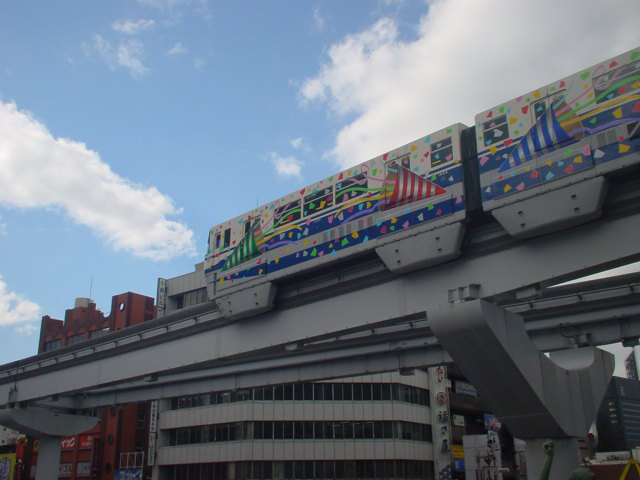
青帯
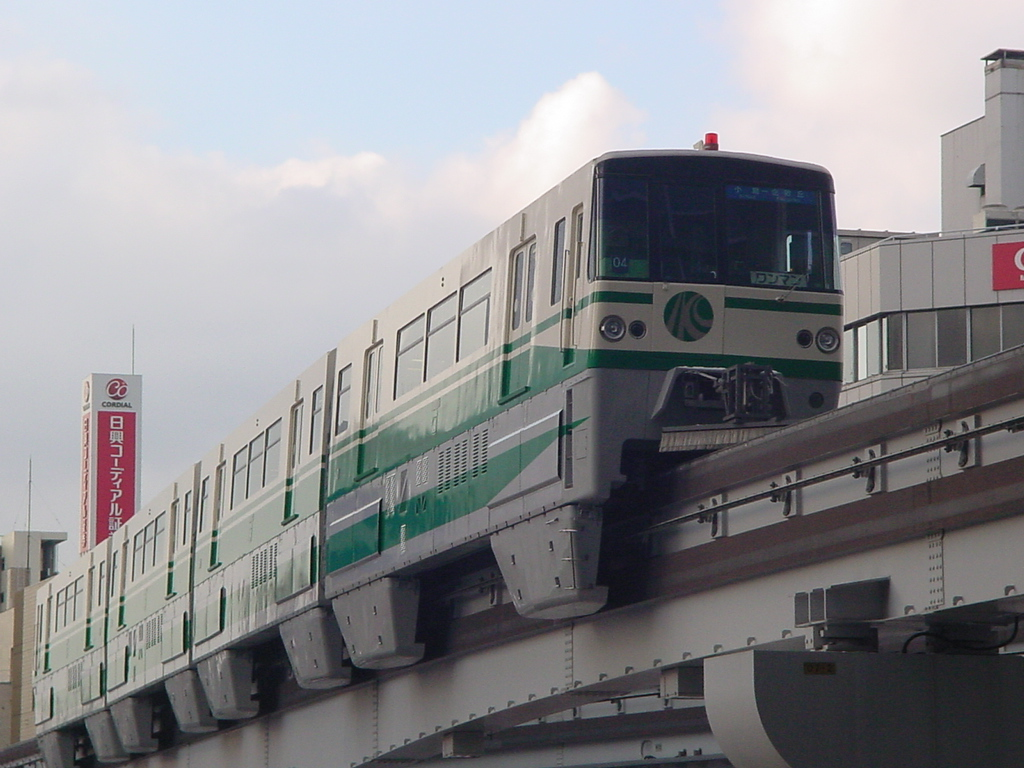
緑帯
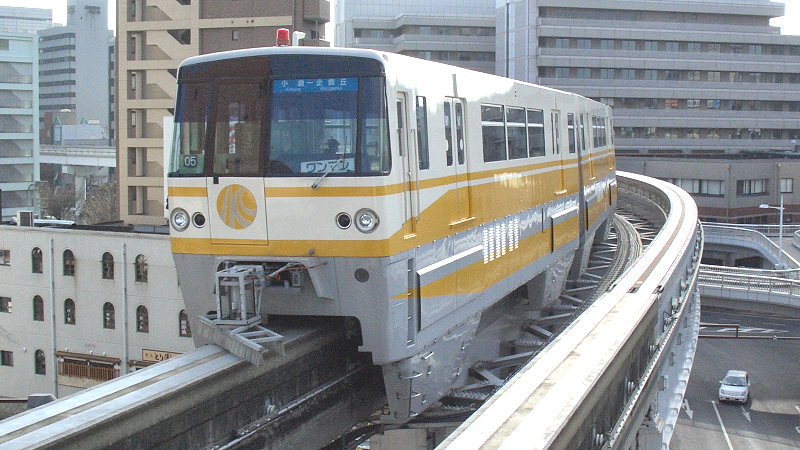
黄帯
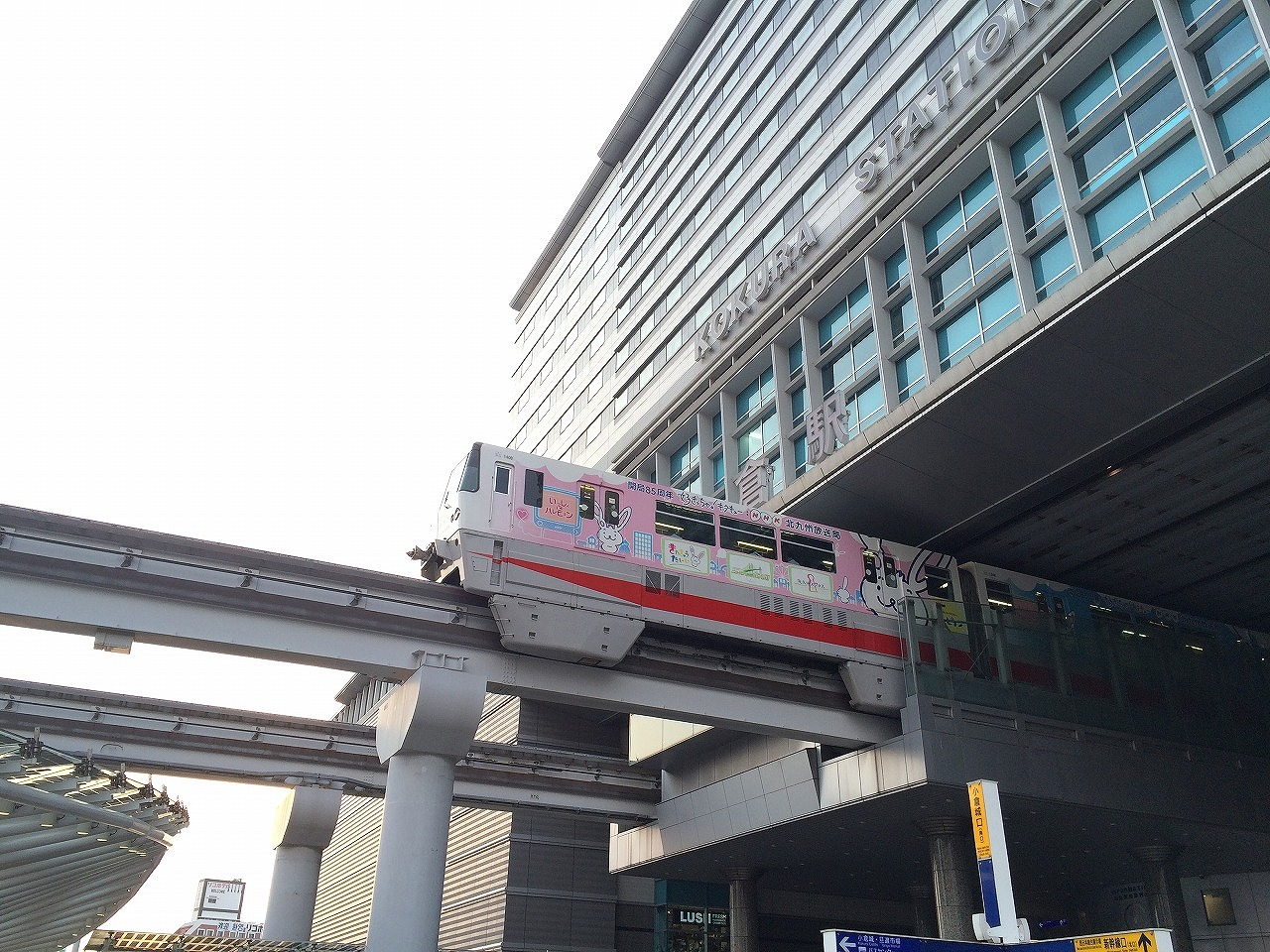
赤帯

## 駅一覧
全駅福岡県北九州市に所在。
| 駅番号 | 駅名                            | 駅間キロ | 営業キロ | 接続路線 | 所在地   |
| ------ | ------------------------------- | -------- | -------- | --- | -------- |
| 01     | 小倉駅                          | -        | 0.0      | 西日本旅客鉄道： 山陽新幹線 九州旅客鉄道： 鹿児島本線・ 山陽本線・ 日豊本線・ 日田彦山線（JA28・JA51・JF01・JI01） | 小倉北区 |
| 02     | 平和通駅                        | 0.4      | 0.4      | | 小倉北区 |
| 03     | 旦過駅                          | 0.3      | 0.7      | | 小倉北区 |
| 04     | 香春口三萩野駅                  | 0.9      | 1.6      | | 小倉北区 |
| 05     | 片野駅                          | 0.8      | 2.4      | | 小倉北区 |
| 06     | 城野駅                          | 0.8      | 3.2      | | 小倉南区 |
| 07     | 北方駅                          | 1.0      | 4.2      | | 小倉南区 |
| 08     | 競馬場前駅 （北九州市立大学前） | 0.7      | 4.9      | | 小倉南区 |
| 09     | 守恒駅                          | 0.8      | 5.7      | | 小倉南区 |
| 10     | 徳力公団前駅                    | 0.9      | 6.6      | | 小倉南区 |
| 11     | 徳力嵐山口駅                    | 0.7      | 7.3      | | 小倉南区 |
| 12     | 志井駅                          | 0.9      | 8.2      | | 小倉南区 |
| 13     | 企救丘駅                        | 0.6      | 8.8      | 九州旅客鉄道： 日田彦山線（志井公園駅：JI06）                                                                      | 小倉南区 |

- 城野駅、志井駅はJRとモノレールで同名の駅が存在するが駅舎は別々であり、距離も離れている。
- 当路線は軌道法に基づいて建設されているが、各停車場は公式には「駅」と称している。ただし、交差点・信号機名称では「停留場」と表示されることも多い。